# Lhota u Kestřan
Lhota u Kestřan je malá vesnice, část obce Kestřany v okrese Písek v Jihočeském kraji. Nachází se na pravém břehu řeky Otavy asi jeden kilometr od Kestřan. Je zde evidováno 22 adres. V roce 2011 zde trvale žilo 35 obyvatel.
Lhota u Kestřan je také název katastrálního území o rozloze 2,95 km².

## Historie
První písemná zmínka o vesnici pochází z roku 1360.

## Obyvatelstvo
| Rok            | 1869 | 1880 | 1890 | 1900 | 1910 | 1921 | 1930 | 1950 | 1961 | 1970 | 1980 | 1991 | 2001 | 2011 | 2021 |
| -------------- | ---- | ---- | ---- | ---- | ---- | ---- | ---- | ---- | ---- | ---- | ---- | ---- | ---- | ---- | ---- |
| Počet obyvatel | 119  | 136  | 131  | 125  | 128  | 134  | 125  | 81   | 84   | 71   | 49   | 34   | 28   | 35   | 39   |
| Počet domů     | 21   | 21   | 19   | 21   | 19   | 19   | 20   | 21   | 21   | 18   | 16   | 20   | 24   | 25   | 23   |

## Obecní správa
Při sčítání lidu v letech 1850–1889 Lhota u Kestřan byla osadou obce Sudoměř v okrese Písek. V letech 1890–1959 byla samostatnou obcí v okrese Písek. Od roku 1960 je částí obce Kestřany v okrese Písek.

## Pamětihodnosti
- Kaple na návsi ve vesnici je zasvěcená svatému Janu Nepomuckému a pochází z roku 1903.
- Rybník Řežabinec, chráněný jako národní přírodní rezervace Řežabinec a Řežabinecké tůně
- Kaple svatého Kříže na levém břehu řeky Otavy, u mostu na silnici do Kestřan

## Galerie

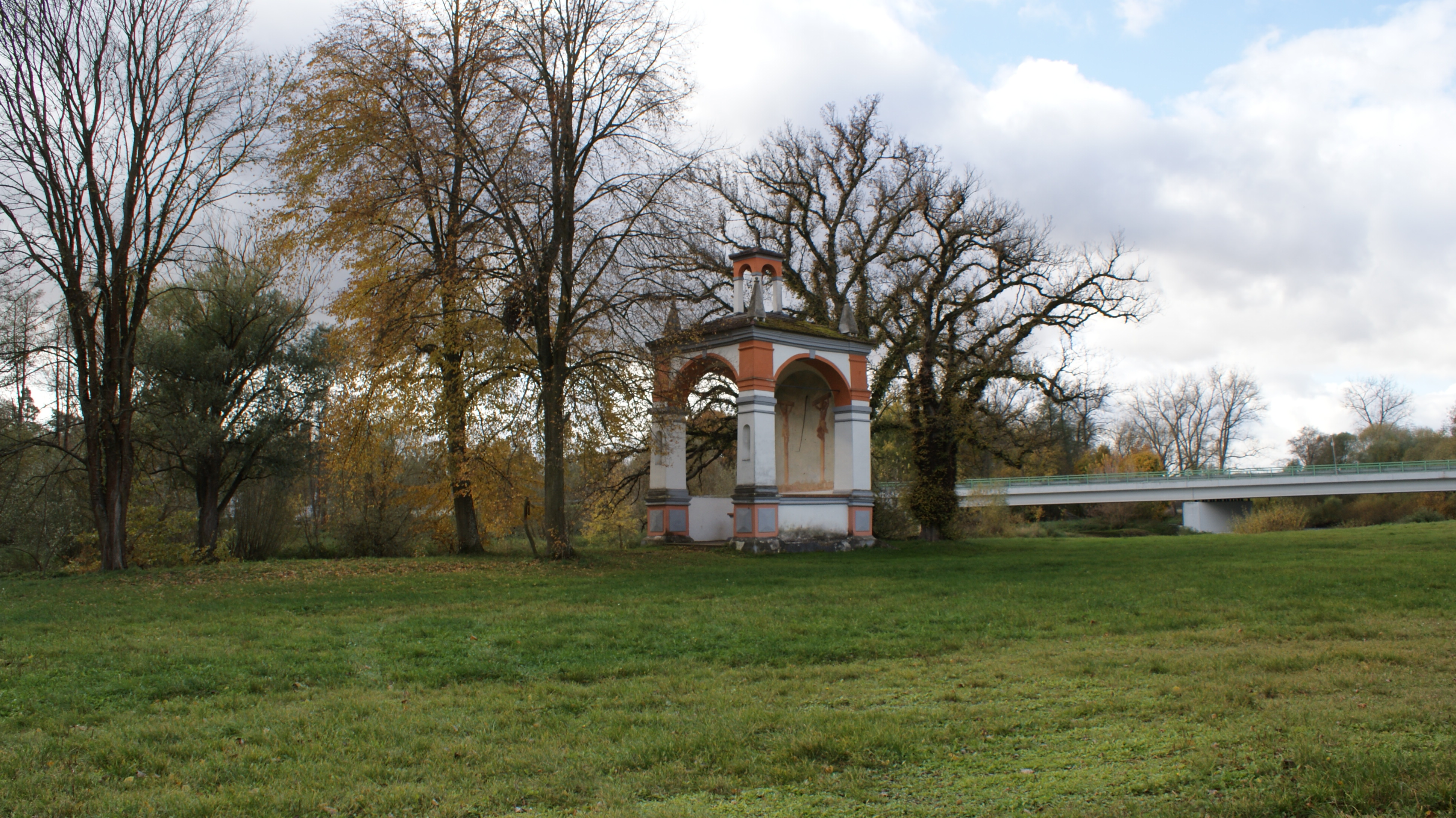
Kaple svatého Kříže
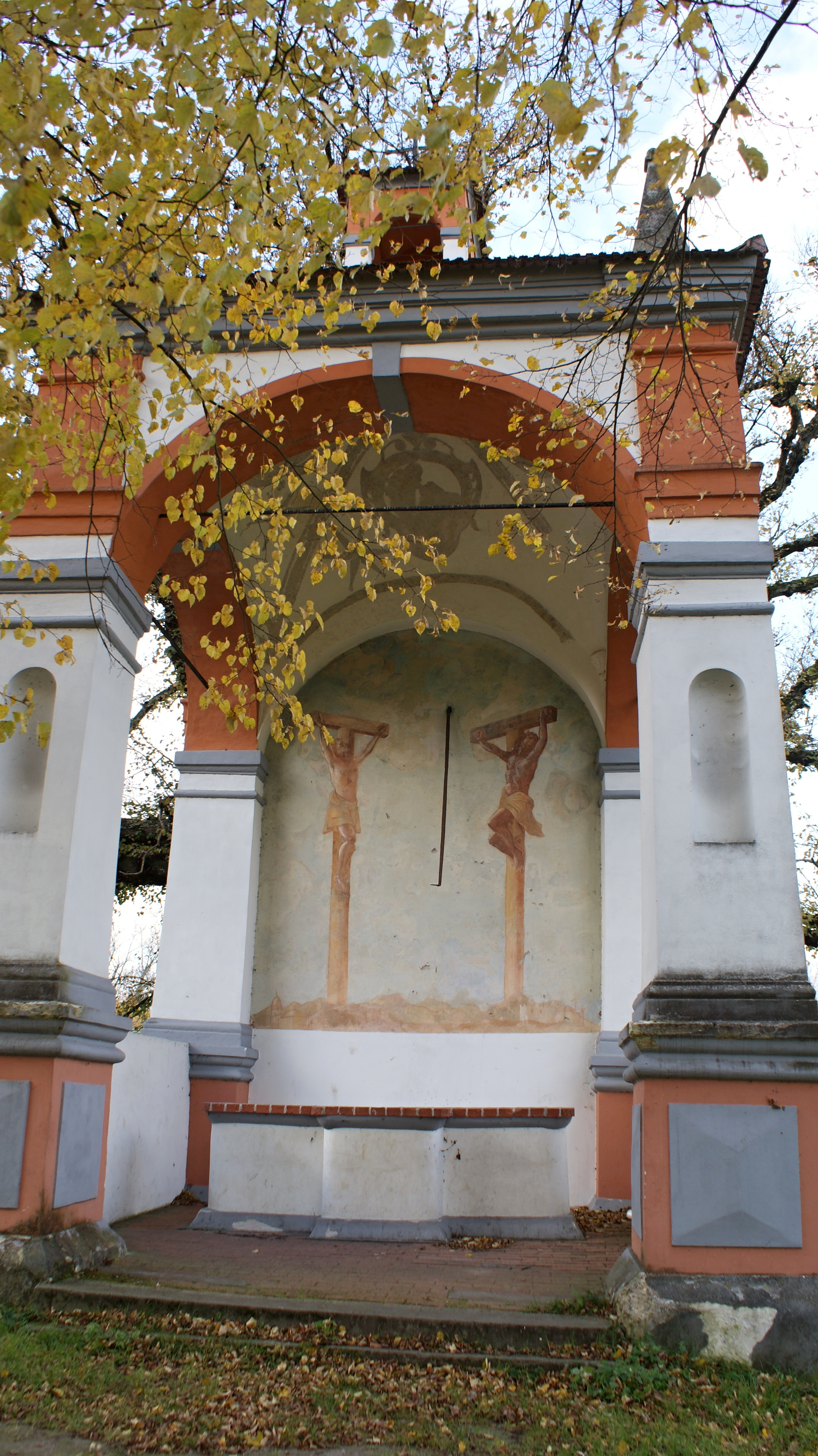
Detail kaple
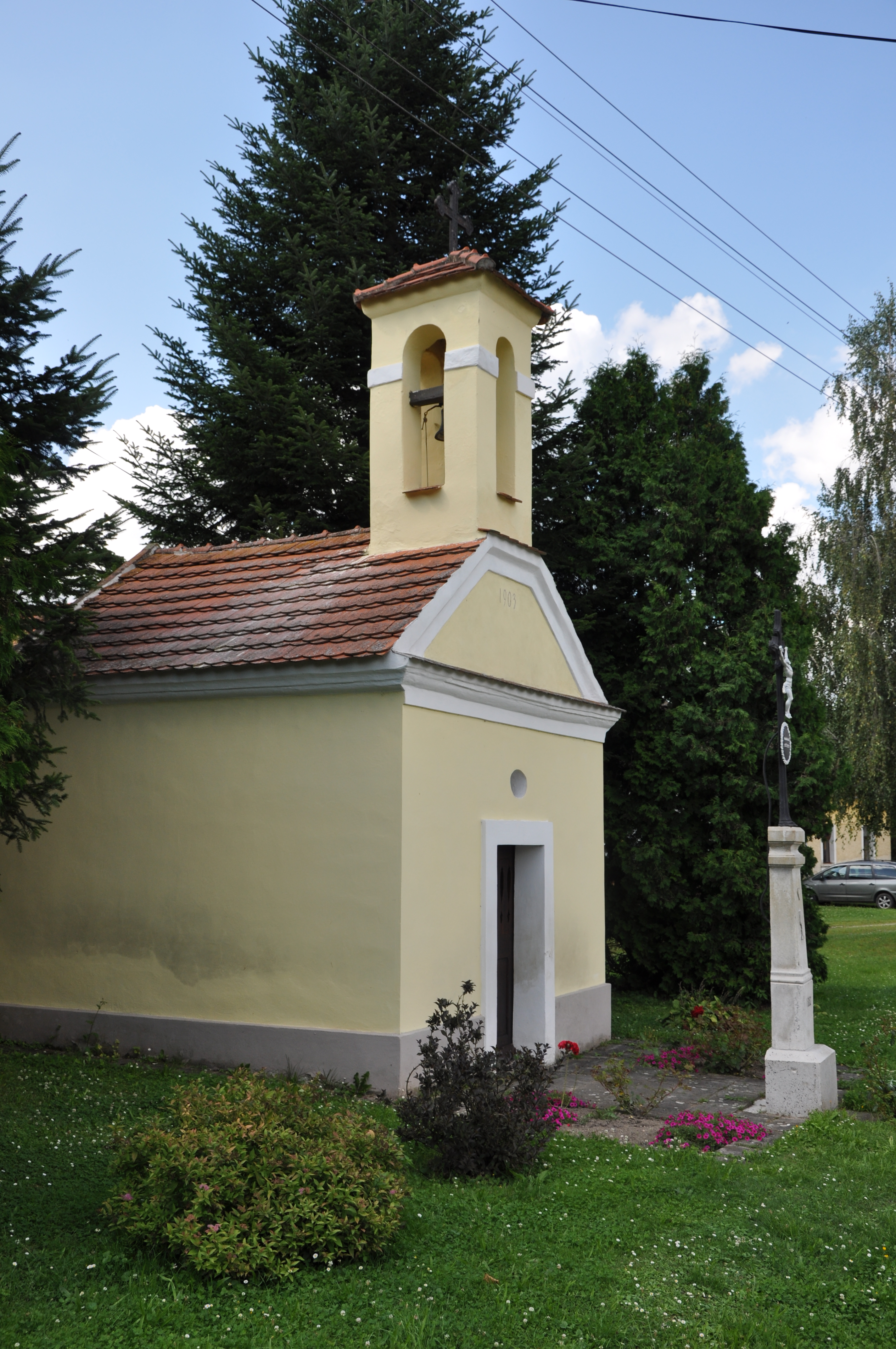
Kaplička na návsi zasvěcená svatému Janu Nepomuckému